# Nguyễn Cảnh Dị
Nguyễn Cảnh Dị (chữ Hán: 阮景異 1377 – 1414) là một trong những danh tướng của nhà Hậu Trần chống giặc Minh. Quê ông ở làng Ngọc Sơn, huyện Thanh Chương, tỉnh Nghệ An.

## Cuộc đời và sự nghiệp
Ông là con trai của Đồng tri Khu mật viện tham mưu quân sự Nguyễn Cảnh Chân. Sau khi Nguyễn Cảnh Chân và Đặng Tất bị Giản Định Đế giết, ông cùng con Đặng Tất là Đặng Dung tôn Trần Quý Khoáng lên làm vua chống quân Minh.
Mặc dù tương quan lực lượng giữa quân Hậu Trần và địch là rất chênh lệch, ông cùng Đặng Dung, Nguyễn Súy đã nhiều lần đánh bại quân Minh, nhiều phen khiến cho quân Minh phải lao đao.
Về sau, lực lượng nhà Hậu Trần không chống nổi quân Minh dưới quyền chỉ huy của Trương Phụ và Mộc Thạnh. Thái bảo Nguyễn Cảnh Dị cùng vua Trùng Quang Đế, Đồng bình chương sự Đặng Dung, Thái phó Nguyễn Súy đều bị bắt. Theo Đại Việt sử ký toàn thư khi bị giặc bắt ông đã mắng vào mặt Trương Phụ. Trương Phụ tức giận đã cho mổ bụng, moi gan ông để ăn.
Tại Hà Nội có phố mang tên Nguyễn Cảnh Dị tại Khu đô thị Đại Kim quận Hoàng Mai.